# 北易公司
洛陽北方易初摩托車有限公司，簡稱北方易初摩托車，或者北易公司，中國兵器裝備集團旗下北企集團，以及卜蜂國際旗下泰国正大集团易初投资有限公司合營公司，总部位于中国河南省洛陽市，是在1992年最早中外合資企業成立。
其主要業務生產及研发摩动机制造、车体焊接、涂装、毛坯压铸、成车装配等，其次是“洛嘉”、“达众”、“北翔”、“川井”、“星月”。現時董事長及總經理劉波濤先生。